# Бородина, Яна Дмитриевна
Я́на Дми́триевна Бородина́ (род. 21 апреля 1992, Ковров) — российская легкоатлетка, специалистка по тройному прыжку. Выступала за сборную России по лёгкой атлетике в 2008—2013 годах, обладательница бронзовой медали чемпионата Европы, чемпионка мира и Европы среди юниоров. Представляла Москву. Мастер спорта России международного класса.

## Биография
Яна Бородина родилась 21 апреля 1992 года в городе Коврове Владимирской области.
Начала заниматься лёгкой атлетикой в возрасте 11 лет, проходила подготовку в местной секции у тренера Е. В. Крюковой. Позже тренировалась в Москве под руководством А. В. Баранова. Состояла в МГФСО.
Впервые заявила о себе в тройном прыжке на международном уровне в сезоне 2008 года, когда вошла в состав российской национальной сборной и выступила на юниорском мировом первенстве в Быдгоще, где показала результат 12,51 метра, не сумев преодолеть предварительный квалификационный этап.
В 2009 году на юношеском мировом первенстве в Южном Тироле с результатом 13,63 метра превзошла всех своих соперниц и завоевала золотую медаль.
На юниорском мировом первенстве 2010 года в Монктоне в финал не вышла.
В 2011 году одержала победу на юниорском европейском первенстве в Таллине, прыгнув ровно на 14 метров.
В 2012 году на соревнованиях в Сочи установила свой личный рекорд в тройном прыжке — 14,41 метра. Благодаря череде удачных выступлений удостоилась права защищать честь страны на взрослом чемпионате Европы в Хельсинки — в финале с результатом 14,36 метра стала бронзовой призёркой, уступив украинке Ольге Саладухе и португалке Патрисии Мамоне.
В 2013 году отметилась выступлением на молодёжном европейском первенстве в Тампере — показала здесь результат 13,45 метра, расположившись в итоговом протоколе соревнований на пятой строке.
За выдающиеся спортивные результаты удостоена почётного звания «Мастер спорта России международного класса».